# Route nationale 90 (France)
Pour les articles homonymes, voir Route nationale 90.
La route nationale 90, ou RN 90, est une route nationale française reliant Albertville (dans le prolongement de l'autoroute A430) à Bourg-Saint-Maurice, dans le département de la Savoie.
Avant 2006, elle reliait Grenoble au col du Petit-Saint-Bernard. Le décret du 5 décembre 2005 ne conserve que la section située entre l'autoroute A430 et Bourg-Saint-Maurice, au titre de la liaison Lyon – Italie via Chambéry sur l'annexe Tarentaise. Les autres sections sont déclassées en RD 1090 et leur gestion est confiée aux conseils départementaux.

## Caractéristiques
Passant à travers un relief très accidenté, cette route présente des caractéristiques montagnardes fortes, avec la traversée de deux tunnels, la présence de nombreux viaducs, le passage dans des zones exposées à des chutes de blocs et d'abondantes chutes de neige en hiver.
Dans les années qui ont précédé les Jeux olympiques d'Albertville, la RN 90 a fait l'objet d'un vaste programme de modernisation, avec sa mise à deux fois deux voies sur une grande partie de son linéaire.

## Gestion de la route en hiver
Lors des grands départs en vacances, et notamment en hiver, la RN 90 supporte un très fort trafic routier. Certains samedis du mois de février, ce sont ainsi 75 000 à 80 000 véhicules qui empruntent cette route, pour accéder ou revenir des grandes stations de sport d'hiver (Courchevel, Val Thorens, Les Menuires, La Plagne, Les Arcs, Val-d'Isère, Tignes, etc.).
En outre, lorsque les grands cols de Savoie sont fermés à la circulation (et notamment les Col du Petit-Saint-Bernard, de l'Iseran, de la Madeleine), la RN 90 devient le seul axe routier permettant d'accéder en Tarentaise. En cas de coupure accidentelle (à la suite d'un accident ou d'une chute de blocs par exemple), les habitants de la vallée peuvent alors se retrouver isolés du reste du territoire.

## Régulation du trafic

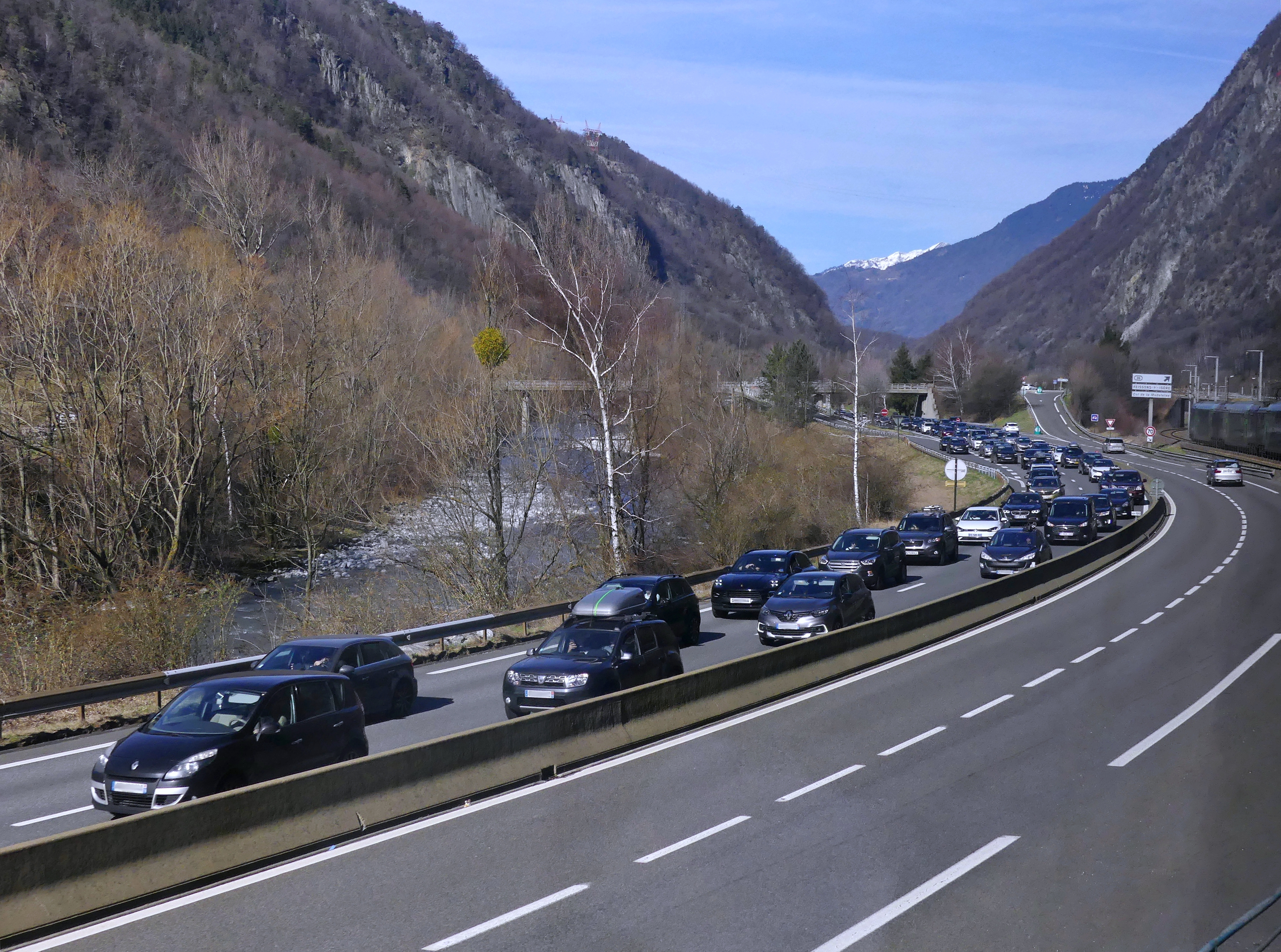
RN 90 chargée dans le sens de la montée en stations un samedi d'hiver.

Lorsque le nombre de véhicules dépasse la capacité maximale de la route, c'est-à-dire lorsque le trafic routier dépasse un certain seuil, des embouteillages apparaissent.
Sur la RN 90, dès lors que ces ralentissements atteignent des zones dangereuses, un système de régulation du trafic est activé par le PC Osiris. 
Le système de Régulation de la Circulation en Tarentaise (RECITA) se présente sous forme de feux tricolores positionnés au-dessus des voies de circulation avant Moûtiers et de part et d'autre du tunnel du Siaix. Ce dispositif vise à créer un bouchon dans une zone sûre, pour éviter que le bouchon ne se crée spontanément un peu plus loin, dans une zone dangereuse. De cette manière, les usagers ne se trouvent jamais arrêtés dans un tunnel ou sous une falaise sujette aux chutes de blocs. Lorsque ce dispositif est activé, le réseau secondaire est réservé aux véhicules de secours.

## Éboulement du1erfévrier 2025
Le 1er février 2025, en fin de matinée, un éboulement rocheux a eu lieu à l'entrée des gorges de Ponserand, juste avant Moûtiers, perturbant la circulation vers les stations de ski de la vallée de la Tarentaise. Les blocs rocheux percutent une voiture, blessant légèrement son automobiliste, et s'arrêtent sur la chaussée,. La circulation reprend en début d'après-midi par la déviation de la circulation avec la mise en place d'un alternat dans le tunnel de Ponserand, habituellement utilisé dans le sens de la descente (Moûtiers vers Albertville), ce qui engendre de très forts ralentissements et l'activation par la préfecture de la Savoie du plan d'hébergement d'urgence dans les communes environnantes.
Les élus locaux réclament la réalisation d'un second tube pour le tunnel dans le sens montant.

## Tracé

### De Grenoble à Albertville (D 1090)
L'actuelle RD 1090, doublée par les autoroutes A41, A43 et A430, passe par :
- Grenoble (km 0) ;
- Meylan (km 6) ;
- Montbonnot-Saint-Martin (km 8) ;
- Saint-Ismier (km 12) ;
- Saint-Nazaire-les-Eymes (km 14,5) ;

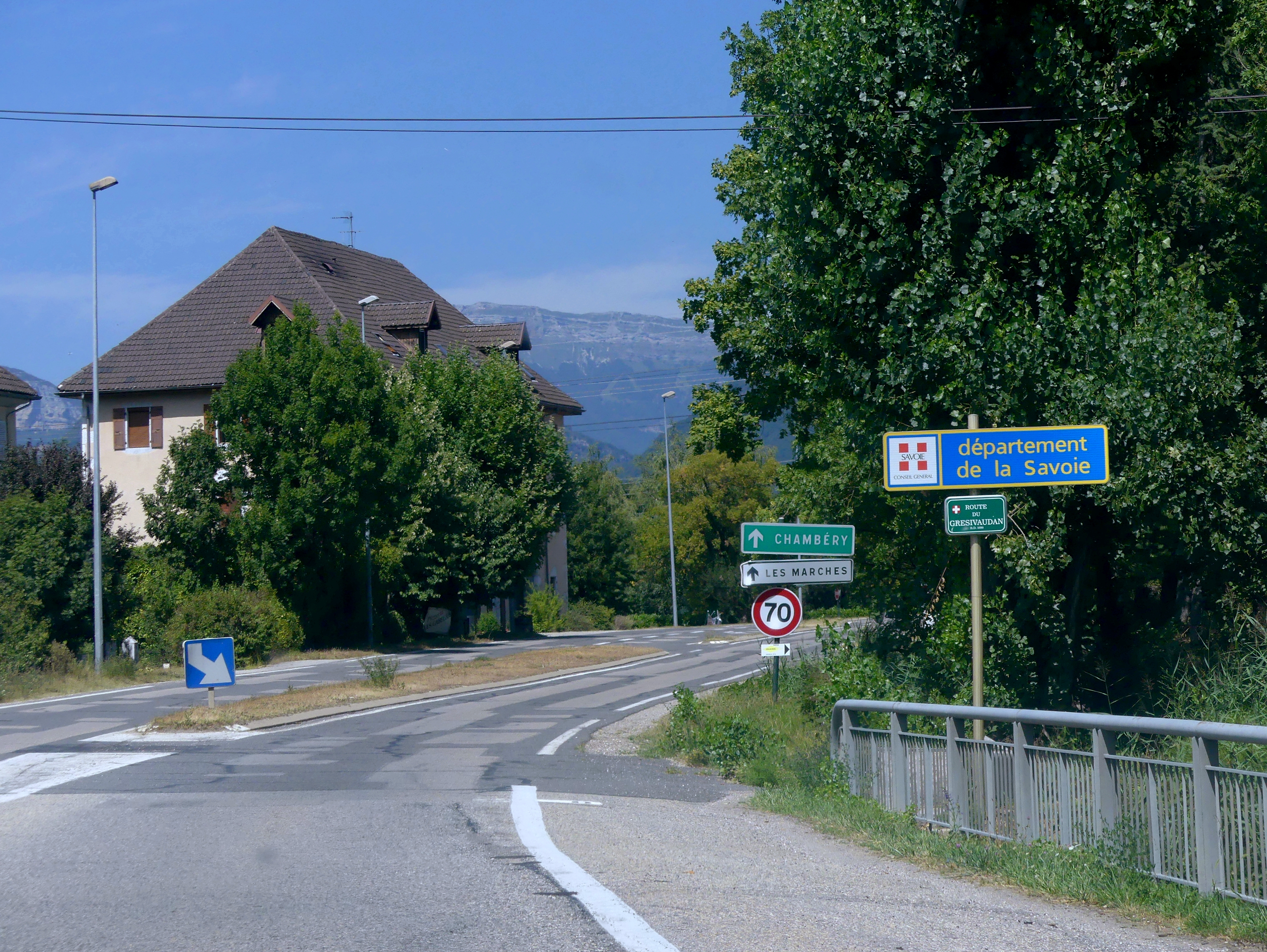
Limite entre l'Isère et la Savoie entre Chapareillan et Les Marches.

- Bernin ;
- Crolles ;

- Lumbin ;
- La Terrasse ;
- Le Touvet (km 29) ;
- Sainte-Marie-d'Alloix ;
- La Buissière ;
- Chapareillan ;
- Les Marches ;
- Montmélian (km 52) ;
- Gilly-sur-Isère.

### D'Albertville à Bourg-Saint-Maurice
L'actuelle RN 90 passe par :
- Albertville (km 89) ;
- Tours-en-Savoie ;
- La Bâthie ;
- Feissons-sur-Isère ;

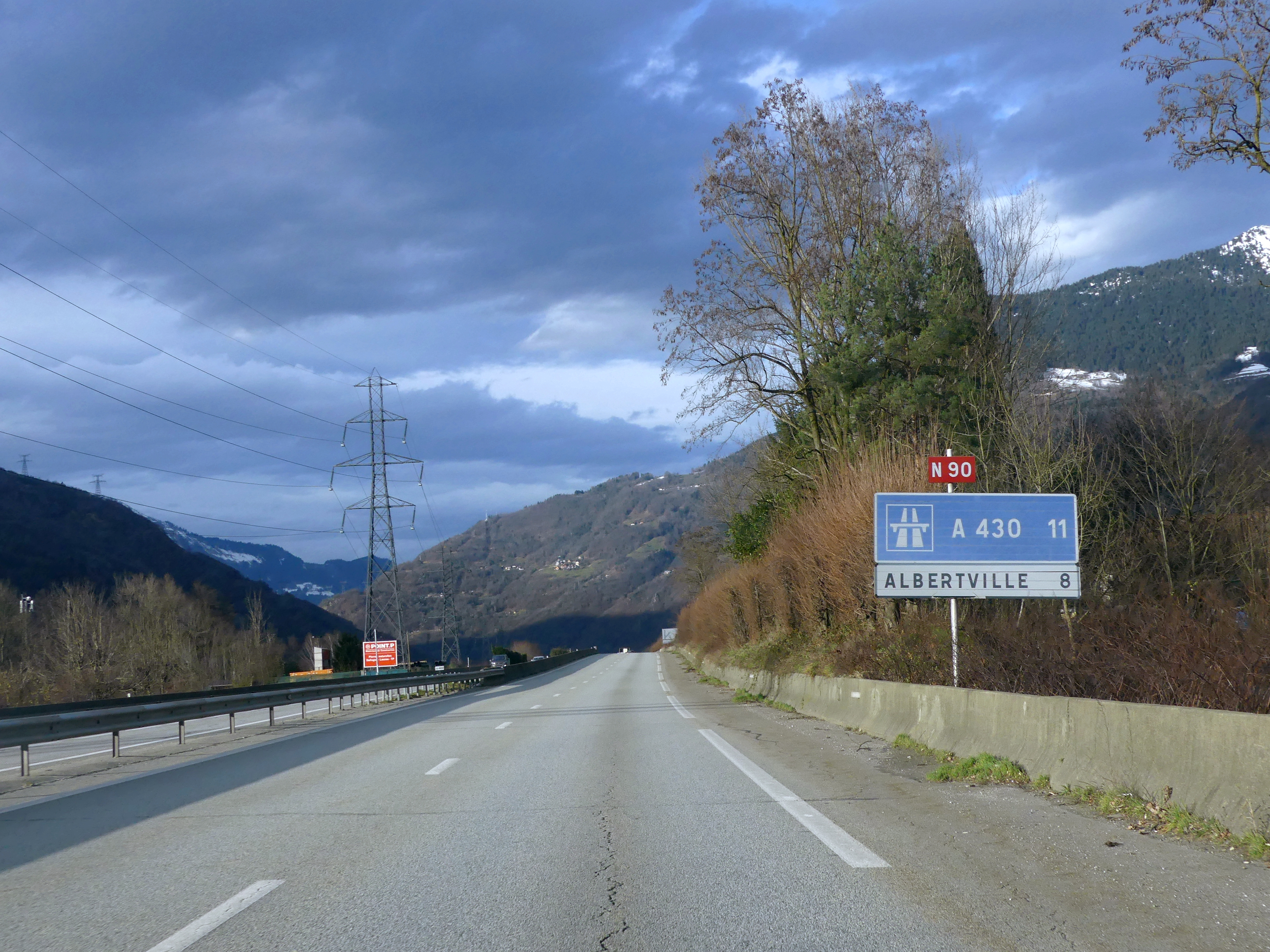
À La Bâthie en direction d'Albertville.

- Aigueblanche, commune déléguée de Grand-Aigueblanche ;
- Moûtiers (km 117) ;
- Aime, commune déléguée d'Aime-la-Plagne ;
- Bellentre ;
- Bourg-Saint-Maurice (km 144).

### De Bourg-Saint-Maurice à l'Italie (D 1090)
La RD 1090 passe par :
- Séez ;

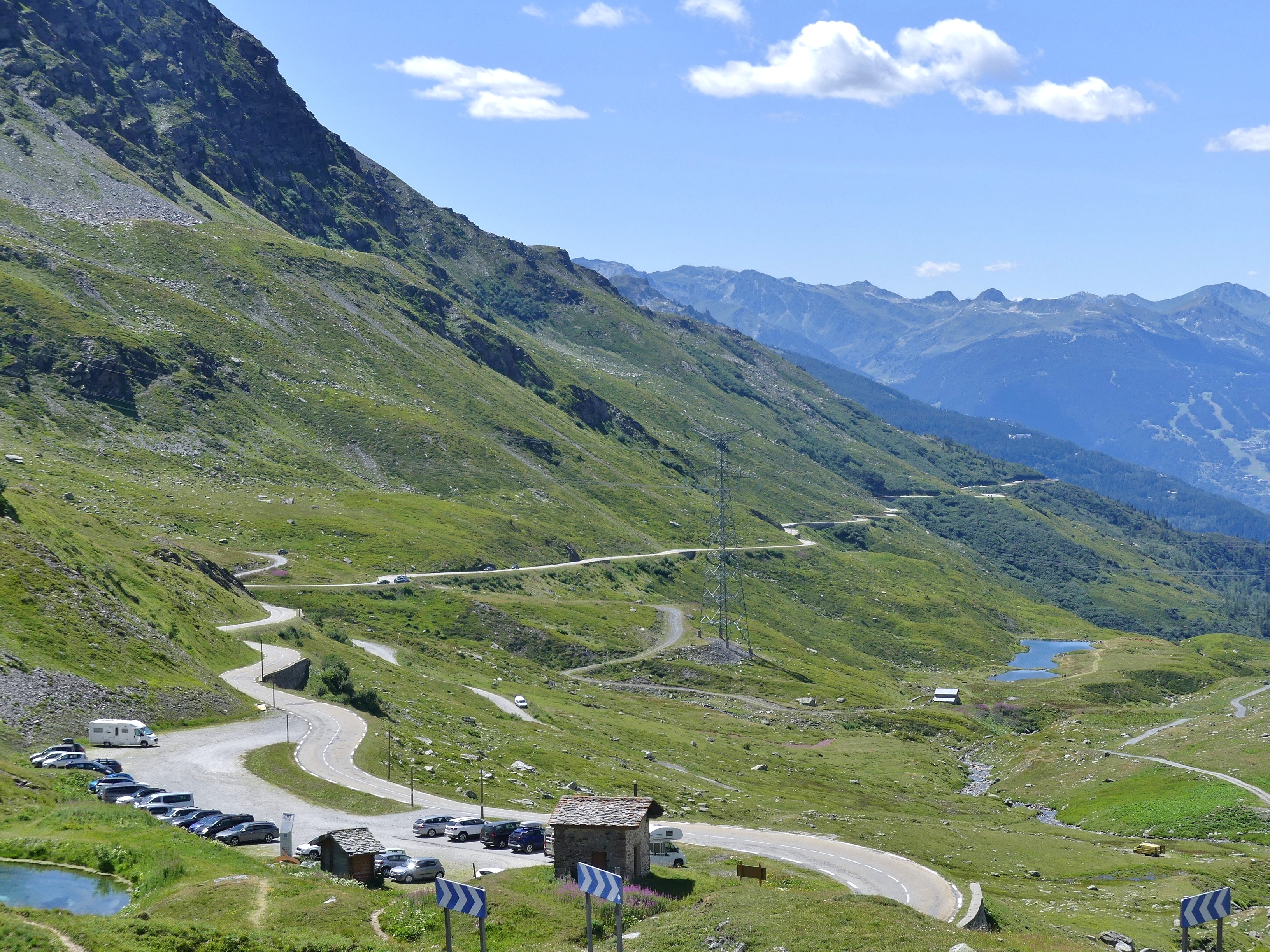
L'ex-RN 90 (désormais RD 1090), arrivant de Séez au col du Petit-Saint-Bernard (vue depuis l'hospice).

- le col du Petit-Saint-Bernard (km 175) ;
- Italie SS 26.

## Échangeurs de la voie express
Les sorties (autoroute A430 + nationale 90) sont :
- Continuité de l'autoroute A430
- 26 : Mercury, Grignon, Gilly-sur-Isère
- 27 : Albertville, Centre Commercial
- 28 : Albertville-Ouest, Hôpital, Parc olympique
- 29 : Grignon, Quartier Albertin ; Rue Pasteur
- 30 : Albertville-Centre, Ugine, Val d’Arly par RD 1212, Annecy, Megève
- 31 : Albertville-Est, Cité de Conflans
- 32 : Tours-en-Savoie
- 33 : La Bâthie-Centre, Esserts-Blay
- 34 : La Bâthie
- 35 : Cevins, Saint-Paul-sur-Isère
- 35.1 : Cevins
- 36 : Feissons-sur-Isère, Col de la Madeleine
- Viaduc du Champ-du-Comte
- 37 :  La Léchère, Valmorel
- 38 : Aigueblanche, Valmorel
- Tunnel de Ponserand - Doublement en projet
- Viaduc du Siboulet
- 39 : Moûtiers-Nord, Z.A. des Salines
- 40 : Val Thorens, Les Menuires, Saint-Jean-de-Belleville, Saint-Martin-de-Belleville
- 41 : Val Thorens, Les Menuires, Bozel, Courchevel, Méribel
- Viaduc de Montgalgan
- Viaduc de la Saulcette
- : Pomblière, Z.C. La Saulcette
- : Pomblière
- : Notre-Dame-du-Pré, Gare SNCF
- : Saint-Marcel
- Tunnel du Siaix
- Viaduc de Montgirod
- Viaduc de Centron
- : Centron
- : Montgirod, Centron
- : La Plagne, Mâcot, Aime
- D 86b : Les Granges